# Kalt wie Eis
Kalt wie Eis ist ein düsterer deutscher Spielfilm aus dem West-Berliner Absteiger-Milieu der 1980er Jahre. Regie führte Carl Schenkel, der hiermit seinen ersten Film vorlegte, den er unter seinem eigenen Namen inszenierte.

## Handlung
Mike hat die Nase voll, und zwar von allem und jedem. Gerade erst 18 Jahre jung, schmeißt er zunächst die Lehre zum Kfz-Mechaniker, weil ihm angeblich sein Meister dumm gekommen ist. Dann gibt es andauernd Ärger mit den motzenden Eltern, denen sein Lebensstil nicht passt. Der junge Mann lässt sein bisheriges Leben hinter sich, kompromisslos und radikal. Die neu gewonnene „Freiheit“ bringt ihn aber nicht weiter: Besäufnisse in Kreuzberger Kiezkneipen und Frauengeschichten, die ihn auch nicht wirklich befriedigen. Die Dinge scheinen sich erst zu ändern, als Mike Corinna kennen lernt, eine dunkelhaarige Kiezschönheit. Doch dann schlägt Mike endgültig den falschen Weg ein und seine Existenz droht aus den Fugen zu geraten …
Er frisiert als kleinstes Licht einer Bande gestohlene Motorräder und wird prompt dabei erwischt: Jugendknast und eine weitere Abwärtsspirale sind die Folgen. Auch Corinna, die versprochen hat, auf ihn zu warten, kommt nun immer seltener zu Besuch. Die Wut kocht in Mike hoch, und er beschließt, aus dem Gefängnis auszubrechen. Aus dem Kleinkriminellen ist, nachdem sein gelungener Ausbruch einem Polizisten das Leben gekostet hat, für die Staatsgewalt ein gefährlicher Verbrecher geworden, und man beginnt den blonden Rebell zu jagen. Von seinen Bandenkumpanen verraten, die wiederum glauben, er habe sie gegenüber der Polizei verpfiffen, beginnt Mike Amok zu laufen. Ein Exzess aus Gewalt, geboren aus allgemeinem Lebensfrust, ist nicht mehr aufzuhalten und Mike nimmt an seinen einstigen Kumpanen ebenso blutige wie explosive Rache … 

## Produktionsnotizen
Kalt wie Eis entstand im Herbst 1980 und wurde am 11. September 1981 uraufgeführt.
Thomas Schappert übernahm die Ausstattung, Ilke Werk entwarf die Kostüme. 

## Kritiken
Cinema befand: “Kalt wie Eis ist ein harter New-Wave-Thriller, der an die Schwarze Serie des Hollywoodfilms der 30er Jahre anknüpft.”
Im Filmdienst heißt es: „Ein noch sehr unsicherer Buch- und Regieversuch von Carl Schenkel, in der Handlungsführung konfus, in der Milieuschilderung oberflächlich und übermäßig an Effekten orientiert.“
In Das große Personenlexikon des Films wird in Carl Schenkels Biografie der Film als „sehr gewalttätig“ und auch hier als „ein wenig konfus geraten“ bezeichnet.